# Houston (I'm Comin' to See You)
«Houston (I'm Comin' to See You)» es una canción escrita por David Paich e interpretada por el músico estadounidense Glen Campbell, publicada en enero de 1974 como el sencillo principal del álbum del mismo nombre.

## Recepción de la crítica
Un escritor no especificado de Record World le otorgó el certificado de “Hit of the Week”, y la describió como “una balada conmovedora que muestra su voz suave y dulce”. Un escritor no especificado de la revista Cash Box elogió la “tierna canción pop/country, fascinantemente llena de dulces toques y una gran orquestación”.

## Lista de canciones
- US 7" single – Capitol 3808[4]

1. «Houston (I'm Comin' to See You)» – 3:20
2. «Honestly Love» – 2:45

## Posicionamiento
| Gráfica (1974)                                 | Pico de posición |
| ---------------------------------------------- | ---------------- |
| Canadá (RPM Top Singles)                       | 54               |
| Canadá (RPM Country Playlist)                  | 23               |
| Estados Unidos (Billboard Hot 100)             | 68               |
| Estados Unidos (Billboard Hot Country Singles) | 20               |
| Estados Unidos (Cash Box Top 100 Singles)      | 54               |
| Estados Unidos (Cash Box Country Top 75)       | 18               |